# Thanatus miniaceus
Thanatus miniaceus är en spindelart som beskrevs av Simon 1880. Thanatus miniaceus ingår i släktet Thanatus och familjen snabblöparspindlar. Inga underarter finns listade i Catalogue of Life.